# Balma de la Costa de Can Manel
La balma de la Costa de Can Manel és un jaciment arqueològic situat en el sector sud del cingle del Capelló, per sota del passeig del Capelló, al municipi de Capellades, a la comarca de l'Anoia, declarat bé cultural d'interès nacional.
Tal com indica el seu nom es troba s'ubica a una balma (en sentit geològic), d'aquest jaciment s'han excavat un total de 18 metres quadrats aconseguint definir una cronologia que comprèn des del 39 ka BP fins a l'11 ka BP aproximadament, pertanyent per tant al Paleolític superior.

## Descobriment i historiografia del jaciment
El jaciment va ser descobert l'any 1986 per l'arqueòleg Raul Bartrolí, resident a Capellades. Això no obstant, no fou fins a l'any 2003 que s'hi van fer excavacions sistemàtiques emmarcades dins el projecte d'investigació Abric Romaní-Cingles del Capelló. S'han dut a terme un total de tres campanyes d'excavació compreses entre els anys 2003 i 2006 amb una finalitat exploratòria per registrar la seqüència estratigràfica i fer una valoració del seu interés arqueològic.
Així podria sorprendre que, Amador Romaní, en la seva trajectòria com arqueòleg en l'àrea de l'Anoia no localitzés aquest espai arqueològic tan proper a l'Abric Romaní. El fet és que la Balma de la Costa de Can Manel en aquells moments es trobava tancada per filades de murs, així, l'ús modern i contemporani de l'espai el feu invisible a l'arqueologia, tal com hem indicat, fins a l'any 1986.

### Excavacions arqueològiques
- Any i Durada: 2003 - 11 agost - 5 setembre

Promocionada pel departament d'Història i Geografia de la Universitat Rovira i Virgili.
Dirigida per Manel Vaquero Rodríguez en el si del projecte "Abric Romaní - Cingles del Capelló".
- Any i Durada: 2004 - 9 agost - 4 setembre

Promocionada pel departament d'Història i Geografia de la Universitat Rovira i Virgili.
Dirigida per Manel Vaquero Rodríguez en el si del projecte "Abric Romaní - Cingles del Capelló".
- Any i Durada: 2005 - 1-31 agost

Promocionada pel departament d'Història i Geografia de la Universitat Rovira i Virgili.
Dirigida per Manel Vaquero Rodríguez en el si del projecte "Abric Romaní - Cingles del Capelló".
- Any i Durada: 2006 - 1-31 agost

Promocionada pel departament d'Història i Geografia de la Universitat Rovira i Virgili.
Dirigida per Manel Vaquero Rodríguez en el si del projecte "Abric Romaní - Cingles del Capelló".

## Troballes arqueològiques
Les principals restes arqueològiques que s'han trobat són carbons i restes lítiques, ja que, de forma similar a l'Abric Romaní, no es conserven les restes òssies als estrats de llims i sorres, això no obstant, en el cas dels nivells travertínics, l'estat de conservació de la fauna en permet la seva anàlisi, documentant-se especialment el conill i el cérvol (en aquest ordre d'importància).
Així a potència estratigràfica enregistrada és de 10 m i s'han pogut distingir fins a 5 nivells arqueològics (A-F):
- Nivell A: Conformat per capes de travertí amb algunes restes lítiques. Ha estat datat entre 11 i 13 ka BP per U/Th.
- Nivell B-C: Datat entre 12 i 13 ka BP
- Nivells D- E i Eb: Datats dins una forquilla cronològica que oscil·la entre 15 i 26 ka BP.
- Nivell F: Cronologia compresa entre els 35 i els 39 ka BP.

Al nivell D predominen els artefactes lítics de sílex, però sense característiques específiques de la tipología magdaleniana, a la qual correspon la datació d'aquest nivell. En els nivells E i Eb s'han trobat restes de malacofauna marina, però no s'han trobat artefactes lítics típicament gravetians, tipología a la qual correspondrien aquests nivells segons la seva datació absoluta. En aquests nivells el material més representat és la calcària. En el nivell F s'han trobat laminetes de sílex atribuibles a l'Aurinyacià.